# Province du Fars
Pour les articles homonymes, voir FARS et Pars.
Le Fars ou Pars (persan : فارس fārs ou پارس pārs) est l'une des trente et une ostānhā provinces d'Iran, au sud-ouest du pays. Sa capitale est Chiraz. La population de la province est estimée à 4 323 626 habitants en 2004. Le Fars a une superficie de 122 416 km2.
Le Fars est la terre d'origine des Persans. Le nom local de la langue persane est le fārsi ou pārsi. Perse et Persan dérivent de la forme hellénisée Persis venant de la racine Pārs. Fārs est la version arabisée de Pars. Le mot en vieux-persan était Pārsā. Dans l'Antiquité, le Fars était appelé Perside.
Cette province est également connue sous le nom de Farsistan.

## Géographie et climat

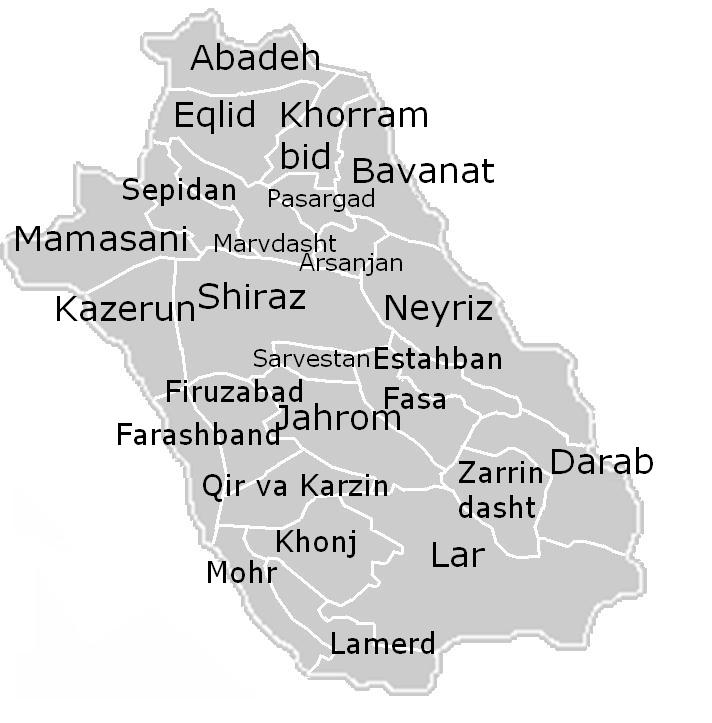
Départements du Fars

Les monts Zagros s'étirent du nord-ouest au sud-est de la province, divisant la province en deux zones géographiques distinctes. La première est située au nord-nord-ouest, alors que la seconde est située au sud-sud-est de la province et sont des hauts plateaux montagneux. Actuellement il y a 29 shahrestān [départements] dans la province.
Les anciens 25 [voir carte] sont les suivants :  Abadeh, Eqlid, Khorrambid, Bavanat, Sepidan, Pasargad, Mamasani, Marvdasht, Arsanjan, Kazeroun, Shiraz, Nayriz, Sarvestan [avant dans Shiraz], Estahban, Firouzabad, Fasa, Farashband, Jahrom, Qir va[et] Karzin, Zarrindasht, Darab, Mohr, Khonj, Lar|s[Larestan] et Lamerd.
D'après les dernières divisions, sont ajoutés les départements suivants : Rostam [avant dans Mamasani], Kavar [avant dans Shiraz], Gerash [avant dans Larestan], Kharameh [avant dans Shiraz].
Les villes principales sont : Estahban, Abadeh, Eqleed, Bovanat, Jahrum, Darab, Shiraz, Fasa, Firouzabad, Kazeroun, Lar, Lamard, Marvdasht, Mamasani, Khonj et Nayreez
Il existe trois régions climatiques distinctes dans la province du Fars. La première est la région montagneuse du nord et du nord-ouest de la province, qui a des hivers froids modérés et des étés tempérés. La deuxième est constituée des régions centrales, avec des hivers pluvieux et tempérés et des étés chauds et secs. Enfin, la dernière région est située au sud et au sud-est, elle a des hivers tempérés et des étés très chauds.
La température moyenne à Shiraz est de 16,8 °C annuellement, s'étalant entre 4,7 °C et 29,2 °C.

## Histoire et culture

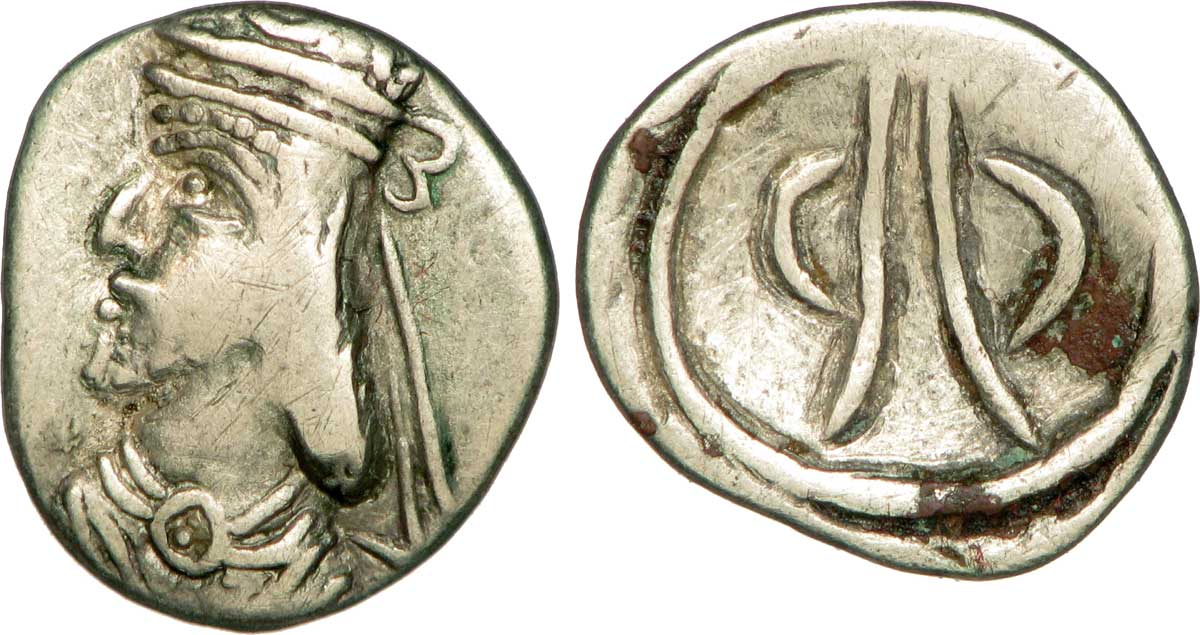
Hemidrachme du royaume de perside.Date : c. 100 AC. - 100 AD.

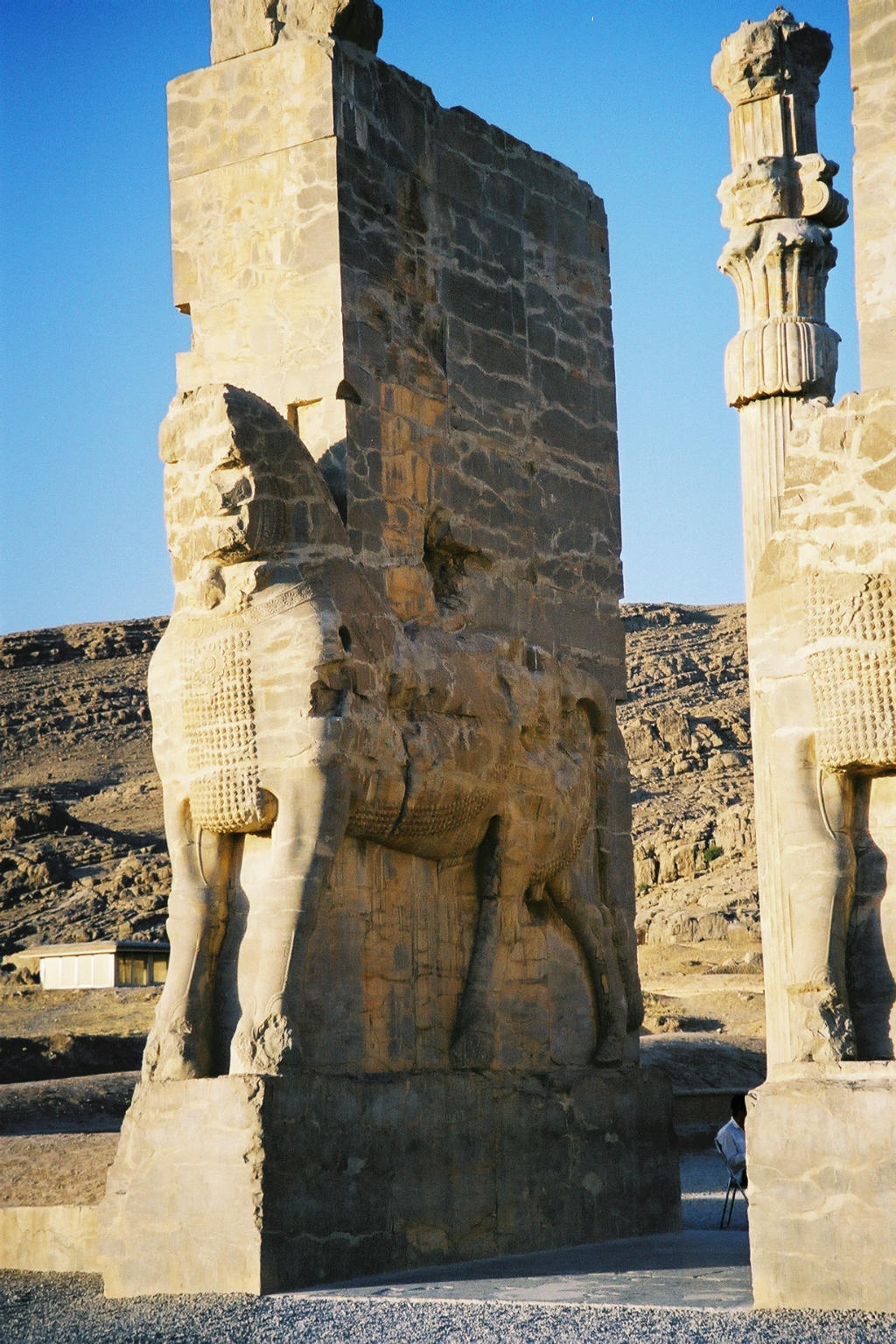
Porte des nations à Persépolis

Avant l'Islam, deux rois persans nommés Cyrus le Grand et Ardechir Babakan ont pris de l'importance à partir d'Anshan et ont créé les grandes dynasties Achéménides et Sassanides respectivement. Alexandre le Grand fonda lui aussi des villes dans la région.
Les villes du Fars opposèrent une farouche résistance aux Arabes durant la conquête islamique de la Perse, particulièrement dans les zones autour d'Istakhr. La province, cependant, de même que toute la Perse, ne résista finalement pas à la conquête.
Le Fars est ensuite passé de main en main durant de nombreuses dynasties, laissant ainsi de nombreux monuments historiques, chacun ayant ses propres valeurs comme patrimoine mondial, reflétant ainsi l'histoire de la province, de l'Iran et de l'Asie occidentale. Les ruines de Bishapur, de Persépolis et de Firuzabad en sont les témoins.
Grâce à ses caractéristiques géographiques et à la proximité avec le golfe Persique, le Fars a depuis longtemps été une zone de peuplement pour différentes tribus natives ou émigrées d'autres parties du monde comme les Aryens, les Sémites et les peuples turcs qui étaient sous l'influence de la culture iranienne. Cependant, les tribus originelles du Fars incluent les Kachkaïs, les Mamasani (en), les Basseris, Khamseh et Kohkiluyeh, qui ont réussi à garder leurs cultures et styles de vie uniques et qui constituent ainsi une partie de l'héritage culturel de cette région.

## Sites historiques

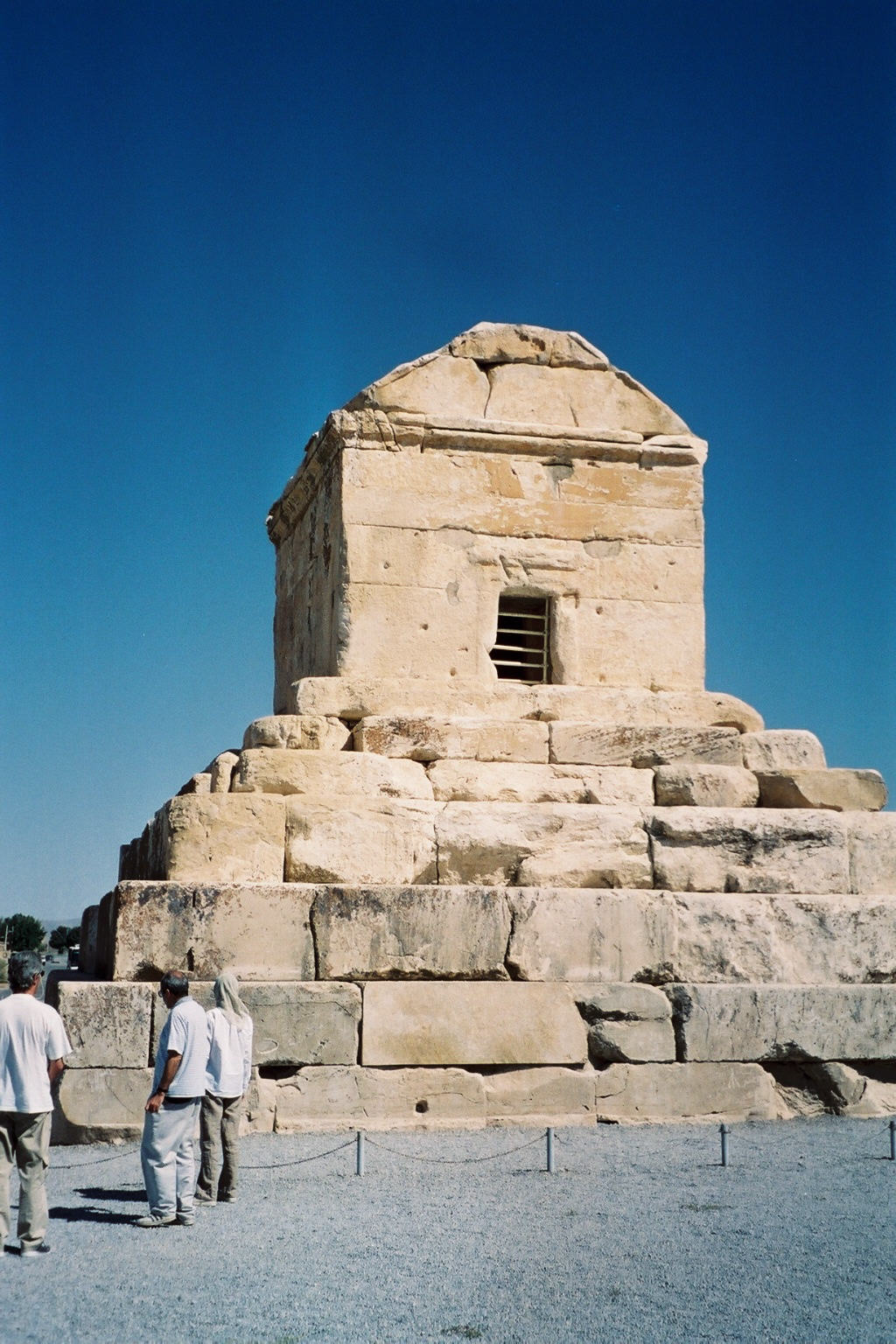
Pasargades : tombeau de Cyrus II

Entre Ispahan et Chiraz et en allant du nord vers le sud on rencontre Pasargades (en grec ancien Πασαργαδών / pasargadốn, en persan پاسارگاد pāsārgād) emplacement du palais et du tombeau de Cyrus II.
Plus au sud et toujours sur un plateau dont l'altitude est de mille cinq cents mètres, Naqsh-e Rostam (persan نقش رستم naqš-e rostam, « le portrait de Rostam ») est la nécropole des Achéménides où l'on trouve quelques bas-reliefs d'époque sassanide.
À quelques kilomètres vers Chiraz on trouve la cité de Persépolis (en grec Περσέπολις / Persépolis, en persan تخت جمشيد taḫt jemšīd, « trône de Jamshid »). Il y a là les palais de Darius Ier (Apadana), de Xerxès Ier, Xerxès II, Artaxerxès Ier et Artaxerxès II.
La tour du silence de Cham est une structure funéraire zoroastrienne située près du village de Cham.
Enfin, au sud de Chiraz on peut voir sur un autre plateau bien arrosé et propice à l'agriculture intensive le site de Firuz Abbad qui fut la capitale des Sassanides (224-637). Ce site garde les restes du palais du roi Ardéchir Ier.

## Le nom des sites

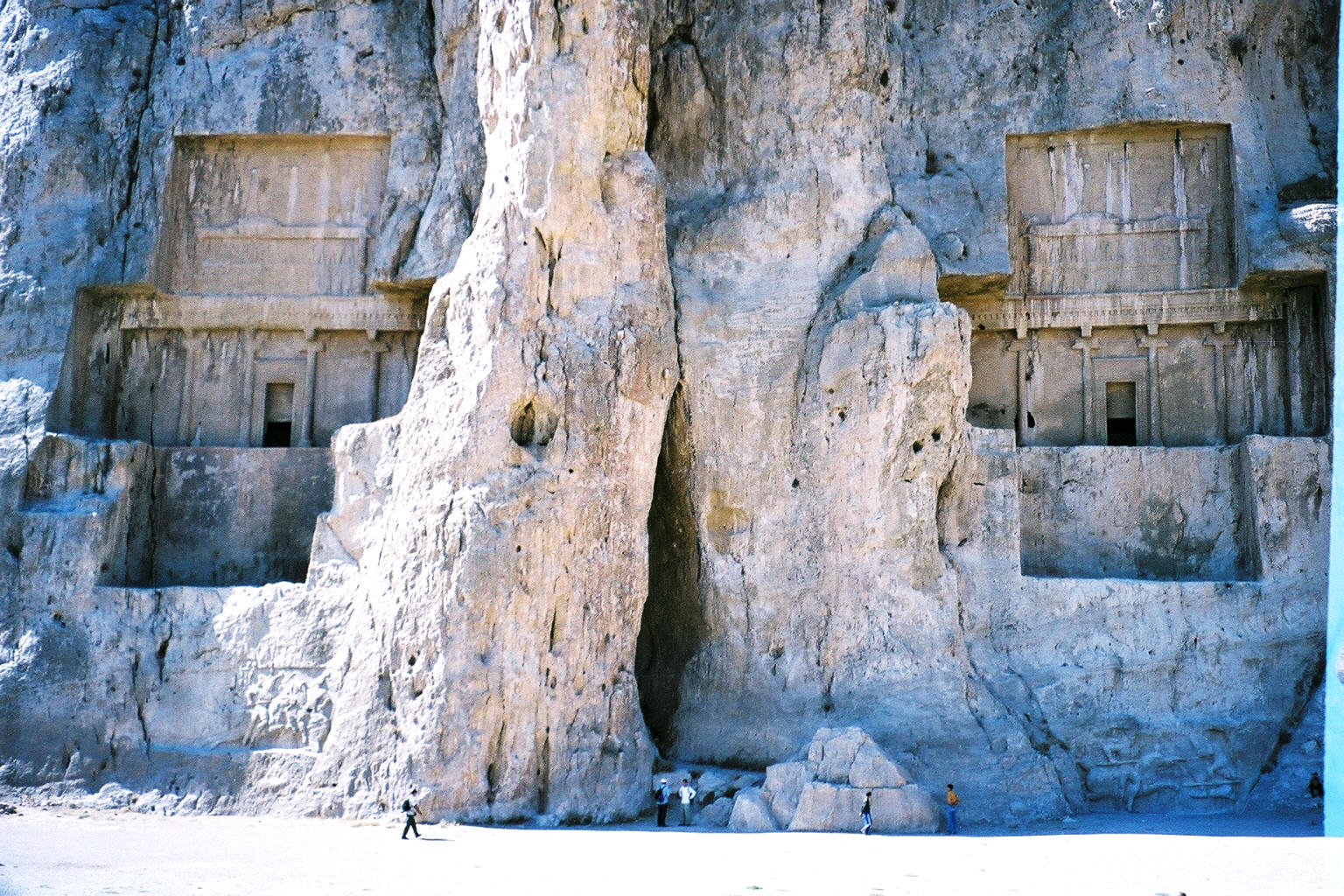
Naqch-e Rostam : deux des tombeaux achéménides du site (Darius Ier et Artaxerxès Ier)

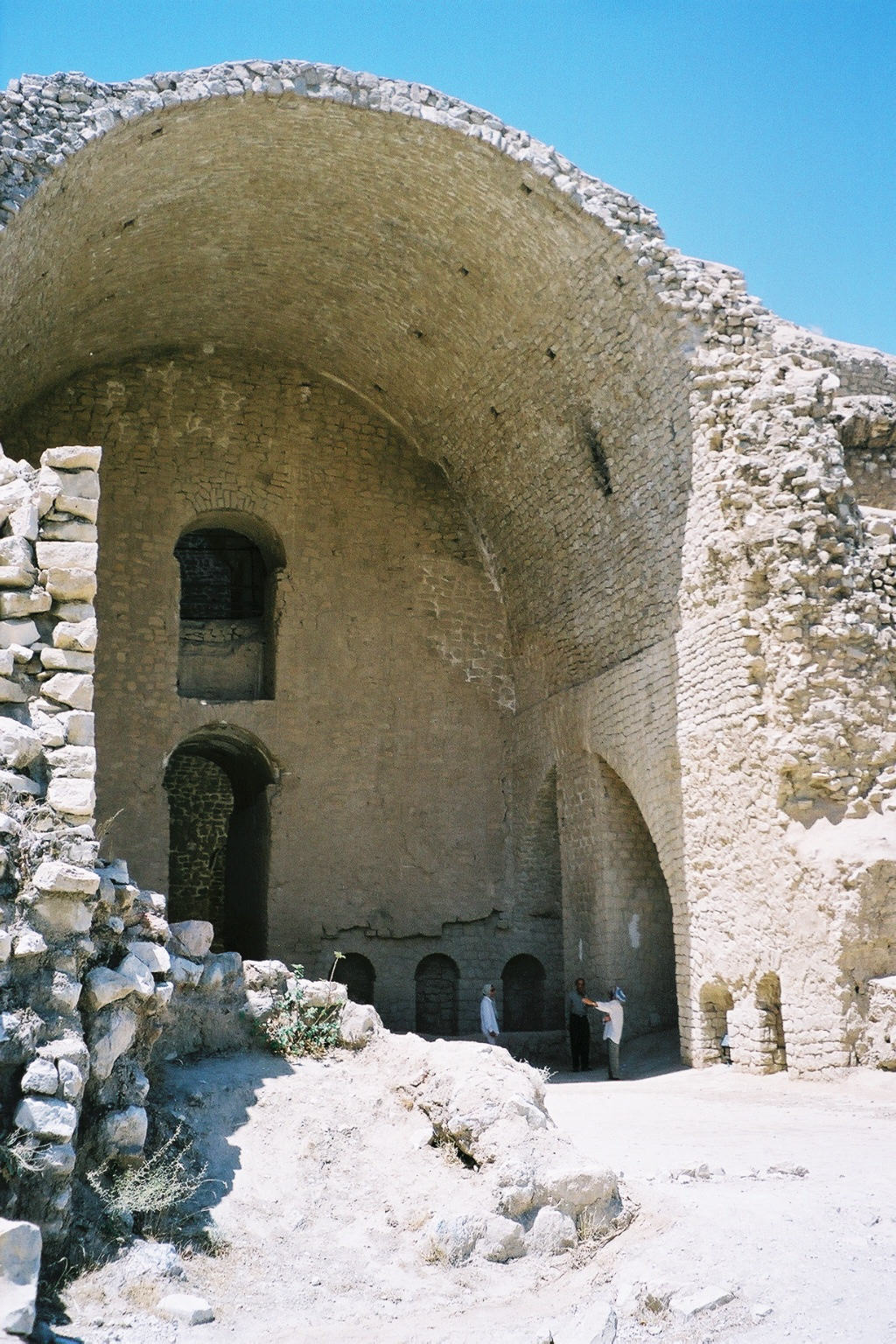
Firuz Abad, palais d'Ardéchir Ier, le grand iwan d'entrée du palais

Si le site de la nécropole achéménide porte le nom de Rostam, c'est parce qu'on a cru que les bas-reliefs représentaient l'histoire de Rostam héros du Livre des rois (Shâh Nâmâ), de Firdawsi (932-1020), alors qu'ils représentent les sassanides  Ardéchir Ier et le roi Chapur Ier.
De même, cette épopée mythique des rois perses a donné son nom persan au site de Persépolis, Takht-e Jamshid. Jamshid est un roi dont le règne est compté dans cette épopée à une époque indéterminée mais avant les achéménides. Jamshid commença par être aimé du peuple mais à la fin de sa vie, il finit par se croire l'égal des dieux. L'historien arabe Tabarî (839-923) en fait l'inventeur des idoles.
Le nom grec de Persépolis signifie la ville des Perses (Περσίς / persís, « de Perse » et πόλις / pólis, « ville »).

## Le Fars moderne
Shiraz est le long de la route principale entre Téhéran et le sud de l'Iran. Les communications dans le Fars sont assez aisées entre les différentes zones de plateaux, des défilés relativement courts permettant de passer de l'un à l'autre.
L'agriculture est toujours très importante dans le Fars. Les produits principaux sont les céréales (blé et orge), les agrumes, les dattes, la betterave à sucre et le coton.
Le Fars possède des installations pétrochimiques, une raffinerie de pétrole, une usine de production de pneus et d'accessoires automobiles, une grosse industrie électronique et une raffinerie de sucre.
Le tourisme est également important dans la province. De nombreux visiteurs viennent pour admirer l'artisanat en plus des sites historiques. L'artisanat permet la production d'objets en argent, d'objets en bois marquetés, de Giveh à Abadeh, de Gilim à Firouzabad, de bonbons à Fasa et de jus de citron et d'essences de plantes à Shiraz.
L'UNESCO a désigné une réserve de la biosphère dans la région, appelée Arjan (aussi connu sous le nom de Dasht e Arjan).

## Personnalités
- Mansur Hallaj, mystique persan soufiste
- Salman le Perse, un des premiers musulmans non arabes
- Molla Sadra Shirazi, philosophe persan
- Qotb al-Din Kazeruni, soufiste persan, médecin, astronome, mathématicien, philosophe, théologien, poète
- Sibawayh, grammairien de langue arabe
- Karim Khan, chah de Perse
- Lotf Ali Khan, dernier chah persan de la dynastie Zand
- Dolatabadi
- Ibn Muqaffa, littérateur persan
- Zahra Kazemi, journaliste et photographe
- Ladan et Laleh Bijani (en), sœurs siamoises
- Chah Chodja, souverain de la dynastie Mozaffaride
- Khwaju Kermani
- Asghar Shekari
- Seyyed Zia'eddin Tabatabaee
- Ibn Khafif
- Sheikh Ruzbehan
- Professeur Nezameddin Faghih[3],[4]
- Afshin Ghotbi
- Meulana Shahin Shirazi
- Junayd Shirazi
- Mohsen Kadivar
- Ata'ollah Mohajerani
- Saeed Emami
- Gholam Reza Azhari
- Siyyid Mírzá 'Alí-Muhammad, Báb
- Mohammad Hashem Pesaran
- Firouz Naderi
- Ebrahim Golestan
- Kaveh Golestan
- Habibollah Peyman
- Mohsen Safaei Farahani
- Simin Daneshvar
- Majid Tavakoli
- Arslân, de The Heroic Legend of Arslân